# H. C. Baldridge

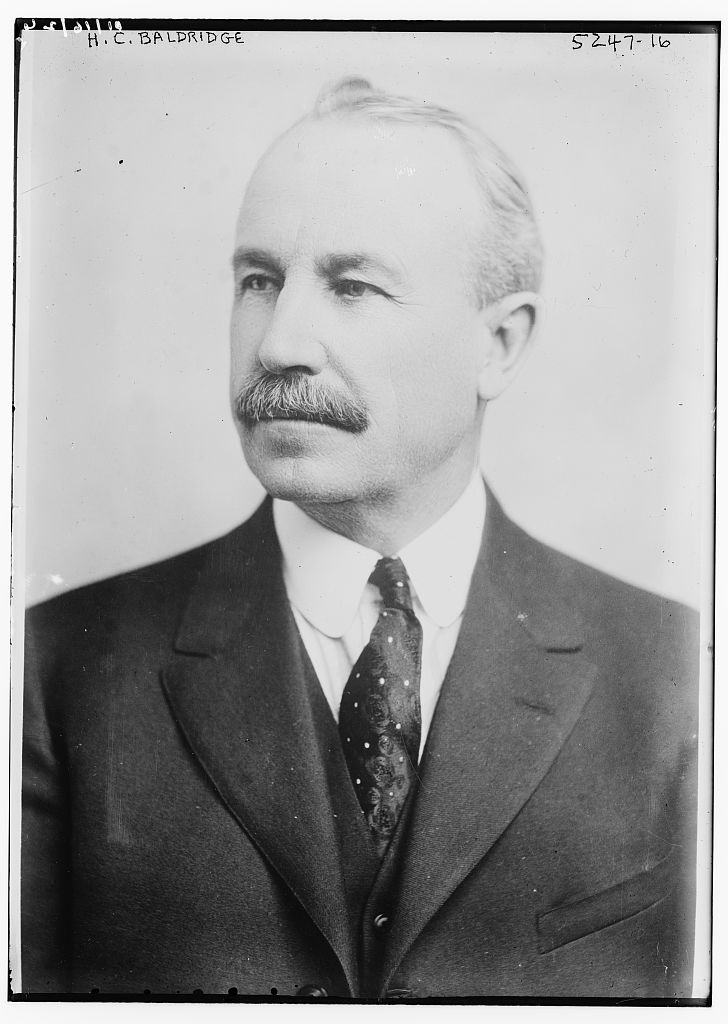
H. C. Baldridge

H. Clarence Baldridge (* 24. November 1868 in Carlock, McLean County, Illinois; † 8. Juni 1947 in Parma, Idaho) war ein US-amerikanischer Politiker und von 1927 bis 1931 Gouverneur des Bundesstaates Idaho.

## Frühe Jahre und politischer Aufstieg
Baldridge besuchte die öffentlichen Schulen seiner Heimat in Illinois und die Illinois Wesleyan University. Danach arbeitete er als Lehrer und Getreidehändler in Carlock. Nach seinem Umzug nach Idaho ging er in die Politik. Er wurde Mitglied der Republikanischen Partei. Von 1911 bis 1913 war er Abgeordneter im Repräsentantenhaus von Idaho, 1913 gehörte er für eine Periode dem Senat von Idaho an. Im Jahr 1916 war er Delegierter auf der Republican National Convention. 1922 wurde Clarence Baldridge zum neuen Vizegouverneur seines Staates gewählt. Damit war er zwischen 1923 und 1927 Stellvertreter von Gouverneur Charles C. Moore, zu dessen Nachfolger er in den Gouverneurswahlen des Jahres 1926 gewählt wurde.

## Gouverneur von Idaho
Clarence Baldridge trat sein neues Amt am 3. Januar 1927 an und konnte es nach einer Wiederwahl im Jahr 1928 bis zum 5. Januar 1931 ausüben. In dieser Zeit wurde eine sogenannte „Prison Farm“ gegründet, auf der Ersttäter ihre Strafe verbüßen konnten. Die Staatsverfassung wurde durch einen Zusatz ergänzt, in dem die staatliche Kontrolle über die Nutzung der Wasserkraft festgeschrieben wurde. In dieser Zeit wurde auch eine Mineralölsteuer eingeführt. Das letzte Jahr von Baldridges Gouverneurszeit war von der Weltwirtschaftskrise überschattet, die auch in Idaho ihre Spuren hinterließ. In diesem Zusammenhang wurde ein Wirtschaftssymposium mit dem Ziel abgehalten, die Finanzen des Staates unter Kontrolle zu halten und Arbeitsplätze zu sichern.

## Weiterer Lebenslauf
Nach dem Ende seiner Gouverneurszeit widmete sich Baldridge seinen privaten Interessen. Zwischen 1943 und 1945 war er Beauftragter für Einnahmen aus Wohlfahrtsprogrammen. Der Ex-Gouverneur verstarb im Juni 1947 und wurde in Parma beigesetzt. Mit seiner Frau Cora McCreighton hatte er zwei Kinder.